# Марково (Липецкая область)
Марково — деревня, входящая в состав Домовинского сельсовета Измалковского района Липецкой области.

## География
Марково расположено восточнее села Мягкое, и граничит с ним. На территории деревни имеется ручей, образовавший большой пруд.
Имеются проселочные дороги и одна улица — Туманная.

## Население
| 2010 |
| ---- |
| 10   |